# Clematis microphylla
Clematis microphylla — вид рослин з родини жовтецевих (Ranunculaceae), поширений у Австралії.

## Опис
Дводомна дерев'яниста чіпка рослина підіймається на ≈ 5 м заввишки. Листки протилежні; дорослі листки складаються з від 3 до 9 листочків; листочки від лінійних до яйцюватих, 0.8–6 см завдовжки, 0.3–1.2 мм завширшки, нарешті голі. Квітки в коротких пахвових або кінцевих волотях. Чашолистки від білих до блідо-жовтих, від довгастих до вузько-яйцеподібних, ≈ 1–2 см завдовжки, голі на верхній поверхні, запушені знизу; чоловічі квітки з пиляками завдовжки 0.5–1 мм без кінцевого відростка. Сім'янки сплющені, яйцюваті, довжиною 4–5 мм, голі або рідко коротковолосатіі, краї потовщені та бородавчасті, остюк довжиною 3–5 см.
Період цвітіння: червень – вересень.

## Поширення
Поширений на всій території Австралії.
Зромсає на піщаних або кам'янистих ґрунтах уздовж узбережжя та в більш сухих внутрішніх місцях.